# Plazmafereza

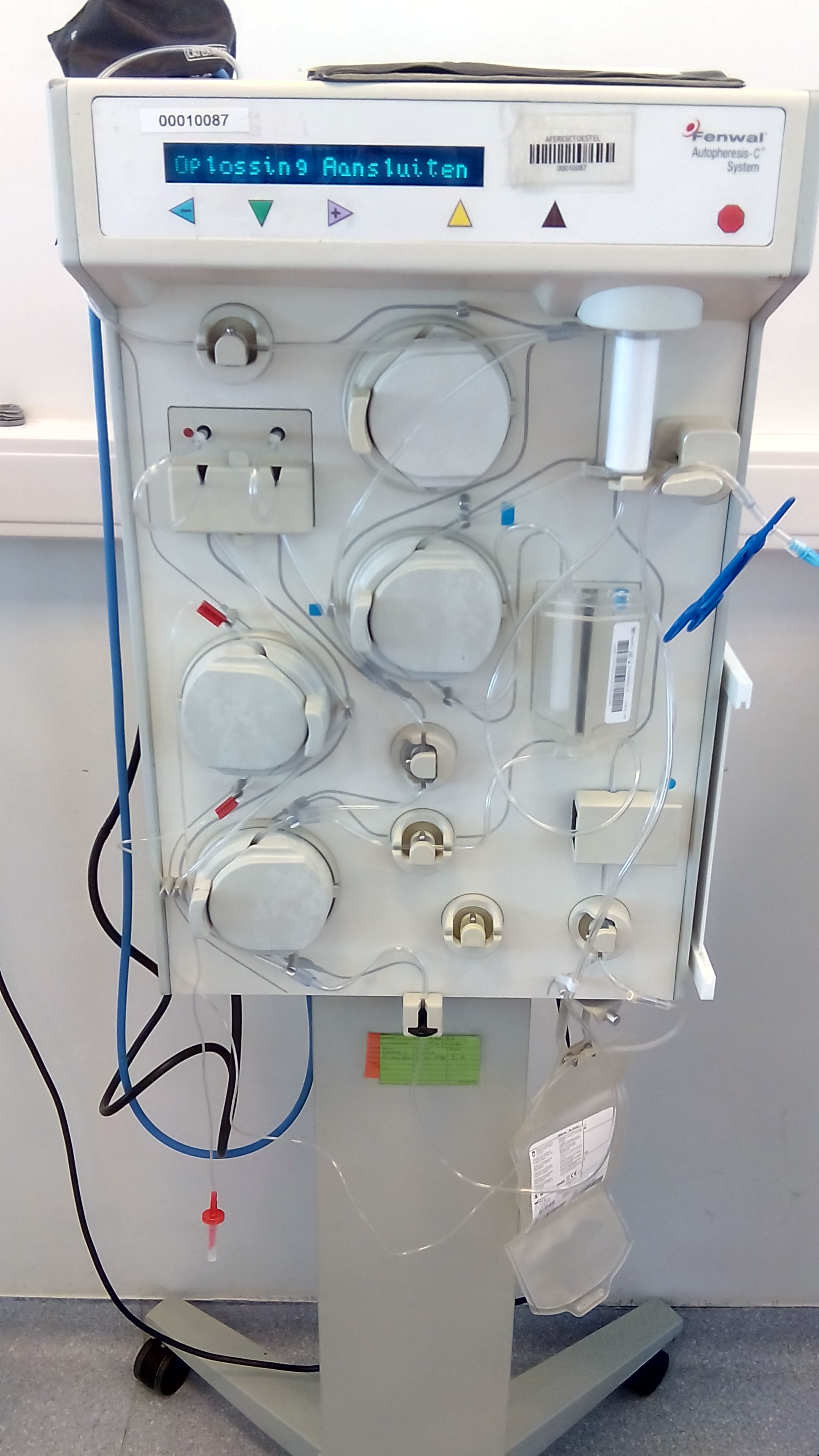
Aparat do plazmaferezy

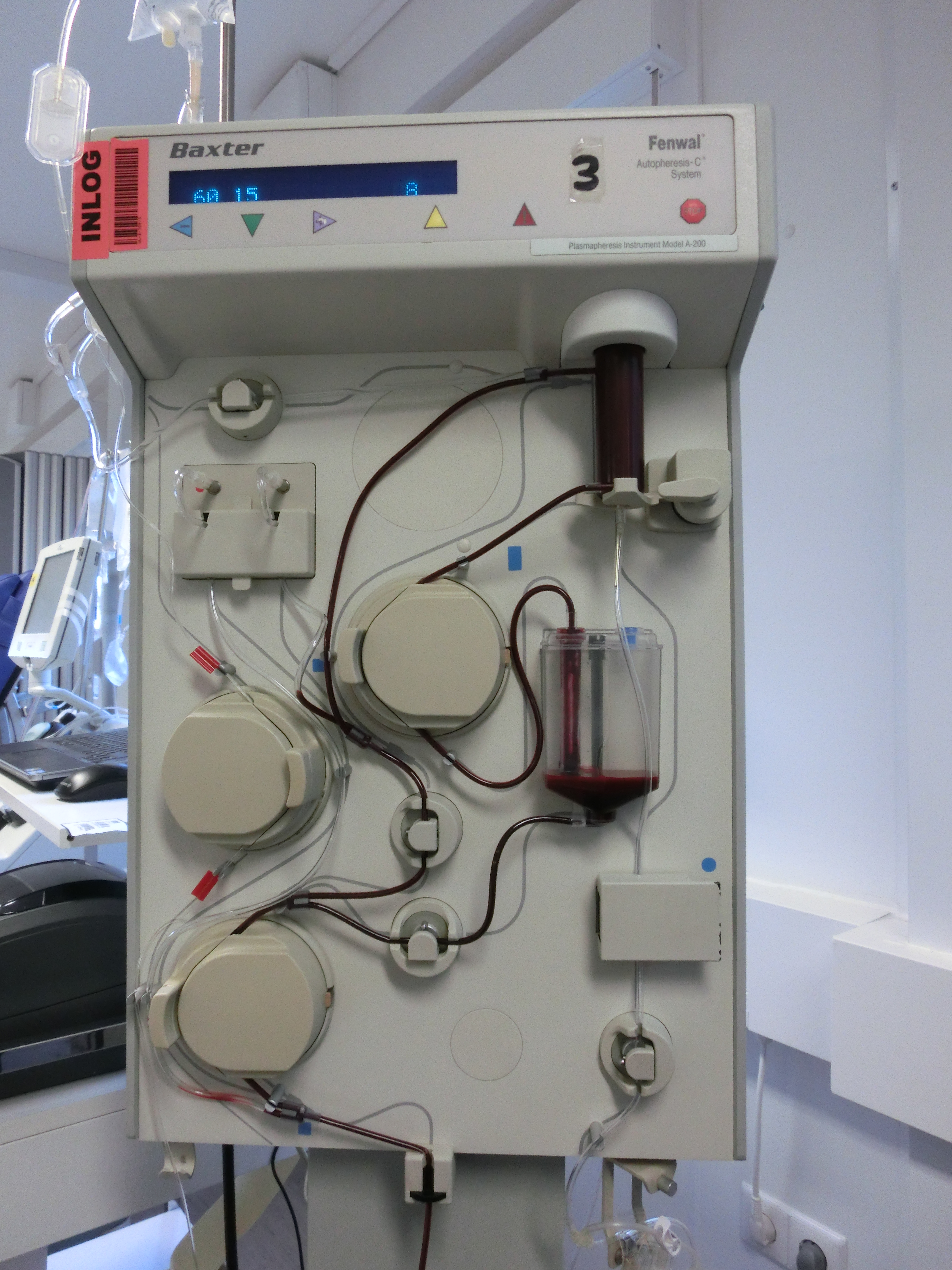
Aparat do plazmaferezy podczas pracy

Plazmafereza – proces separacji osocza (ręcznej lub przy pomocy automatycznych urządzeń do plazmaferezy), jego obróbki i ponownego podania dawcy lub wymiana osocza krwi lub jego składników z krążenia i do krwiobiegu. Jest to zatem terapia zewnątrzustrojowa (zabieg medyczny wykonywany poza organizmem). Plazmafereza lecznicza – przede wszystkim lecznicza wymiana osocza – pozostaje szeroko stosowaną techniką hemaferezy leczniczej, znajdującą zastosowanie w leczeniu wielu chorób. Można ją przeprowadzić przy łóżku chorego bez konieczności przewożenia pacjenta. W trakcie pandemii COVID-19 Komisja Europejska uruchomiła specjalny fundusz ułatwiający zakup aparatów do plazmaferezy w celu szerszego pozyskiwania osocza ozdrowieńców po infekcji COVID-19 i podawanie jej chorym z powikłanym przebiegiem.

## Metoda ręczna
Pobiera się mniej więcej tyle samo krwi pełnej od biorcy, co od dawcy. Pobrana krew jest następnie rozdzielana za pomocą wirówek w oddzielnych pomieszczeniach, osocze jest oddzielane z zestawu do pobierania do pojemnika satelitarnego, a czerwone krwinki wracają do dawcy.
Niebezpieczeństwo związane z tą metodą polegało na tym, że jeśli niewłaściwe krwinki czerwone zostaną zwrócone dawcy, może wystąpić poważna i potencjalnie śmiertelna reakcja na transfuzję. Wymaganie od dawców recytowania ich nazwisk i numerów identyfikacyjnych na zwróconych workach z krwinkami czerwonymi minimalizowało to ryzyko. Ta procedura stała się w dużej mierze przestarzała na rzecz metody zautomatyzowanej.

## Metoda automatyczna
Metoda ta wykorzystuje bardzo podobny proces. Różnica polega na tym, że pobieranie, separacja i powrót są wykonywane wewnątrz maszyny podłączonej do dawcy przez igłę w ramieniu, zazwyczaj w żyle odłokciowej. Zestaw do poboru krwi z dwiema igłami doprowadza krew do separatora, a po odwirowaniu składniki krwi odprowadza ponownie do organizmu, jednocześnie usuwając osocze. Stałe przetaczanie płynów utrzymuje równowagę hemodynamiczną. Nie ma ryzyka otrzymania niewłaściwych krwinek czerwonych. Większość dawców dobrze toleruje procedurę
Można wyróżnić trzy ogólne typy plazmaferezy:
- autologiczne – pobieranie osocza krwi i po poddaniu go w jakiemuś procesowi ponownie podaje się je tej samej osobie w ramach terapii

- wymiana – usuwanie osocza krwi i zamienianie go na produkty krwiopochodne przeznaczone do oddania biorcy. Ten typ nazywa się wymianą plazmy (PE, PLEX lub PEX) lub terapią wymiany plazmy (PET). Usunięte osocze jest utylizowane, a pacjent otrzymuje osocze zastępcze dawcy, albuminę lub połączenie albuminy i soli fizjologicznej (zwykle 70% albuminy i 30% soli fizjologicznej)

- dawstwo – separacja osocza biorcy od pełnej krwi, oddzielenie jego składników i zwrócenie niektórych z nich biorcy, podczas gdy inne zamieniają się w produkty krwiopochodne oddawane przez dawcę. W takiej procedurze oddawania osocza krew jest usuwana z organizmu, komórki krwi i osocze są oddzielane, a komórki krwi są zwracane, podczas gdy osocze jest pobierane i zamrażane, aby zachować je do ewentualnego wykorzystania jako świeżo mrożone osocze lub jako składnik w produkcji różnorodnych leków[4].

Plazmafereza typu autologicznego i wymiennego jest stosowana w leczeniu różnych zaburzeń, w tym układu odpornościowego, takich jak zespół Goodpasture'a, zespół Guillaina-Barrégo, toczeń, miastenia gravis i zakrzepowa plamica małopłytkowa.
Powikłania najczęściej związane są z wkłuciem centralnym, utratą osoczowych czynników krzepnięcia i hipokalcemią z powodu podania antykoagulantów z cytrynianem sodu.
Powikłania plazmaferezy dzieli się na:
- infekcyjne
- nieinfekcyjne
  - mechaniczne
  - metaboliczne
  - złożone